# Herold Belger

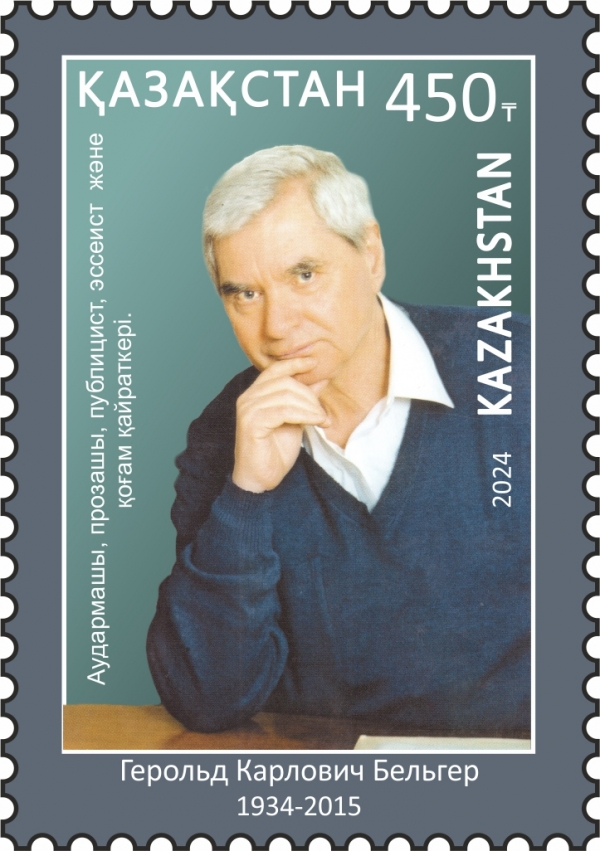
Briefmarke mit Foto von Herold Belger (2024)

Herold Belger (russisch Герольд Карлович Бельгер; wiss. Transliteration Gerol'd Karlovič Bel'ger; * 28. Oktober 1934 in Engels, Wolgadeutsche ASSR, Sowjetunion; † 7. Februar 2015 in Almaty, Kasachstan) war ein kasachischer Schriftsteller und Übersetzer russlanddeutscher Herkunft. Sein Pseudonym lautet Harry Karlson (Гарри Карлсон).

## Leben
Herold Belger wurde 1934 in Engels, damals Hauptstadt der Wolgadeutschen Republik, als einziger Sohn des Arztes und Gynäkologen Karl Friedrich Belger († in Taschkent, Usbekistan) geboren. Herold hat drei Schwestern, davon lebt eine in Deutschland.
Seine erste Muttersprache war Russisch; Deutsch bzw. einen deutschen Dialekt lernte er, nachdem er zu seinen Großeltern nach Mannheim an der Wolga geschickt worden war, wo man einen dem Hessischen ähnelnden Dialekt sprach.
Im Zuge der Deportationen aller Wolgadeutschen 1941 wurde die Familie nach Nordkasachstan in ein Aul in der Nähe des Flusses Ischim umgesiedelt. Sechsjährig lernte er dort die Kasachische Sprache. In Kasachstan hatte die Familie mit vielen Problemen zu kämpfen; so starben viele Familienmitglieder an den Folgen der Deportation und der Zwangsarbeit. Auch litt der junge Belger an der Entrechtung und allgegenwärtigen Diskriminierung. Ein Studium blieb ihm, nachdem er eine kasachische Mittelschule abgeschlossen hatte, aufgrund seiner russlanddeutschen Herkunft zunächst verwehrt.
Erst nach großen Anstrengungen und nach Stalins Tod konnte er an der Kasachischen Nationalen Pädagogischen Universität in Alma-Ata (heute: Almaty) Russische Philologie studieren.
Nach seinem Studium arbeitete er zunächst als Russischlehrer, dann bei der kasachischen Literaturzeitschrift Schuldys; seit 1964 war er als freier Schriftsteller und Übersetzer tätig. 1971 wurde er Mitglied des Schriftstellerverbandes Kasachstans.
Ab 1992 war er stellvertretender Chefredakteur des deutschsprachigen Almanachs „Phoenix“. Aus Anlass seines 75-jährigen Geburtstags finanzierte das Ministerium für Kultur und Bildung eine zehnbändige Ausgabe seines schriftstellerischen Werkes.
Herold Belger setzte sich für die russlanddeutsche Bevölkerung der ehemaligen Sowjetrepubliken, besonders in Kasachstan, ein.
1994 bis 1995 war Belger Mitglied des kasachischen Parlaments.

### Familie
Herold Belger war verheiratet mit der Pädagogin Raissa Zakirovna Chismatullina und Vater der Schauspielerin und Filmregisseurin Irina Kowaljowa.

### Ehrungen
- 2010: Verdienstkreuz am Bande der Bundesrepublik Deutschland für besondere Verdienste um die Völkerverständigung zwischen Deutschland und Kasachstan. Die Ehrung wurde am 3. März 2010 in Almaty durch den deutschen Botschafter Rainer Schlageter verliehen.
- xxxx: Orden den Freundschaft 2. Stufe
- 1994: Orden Parasat (Kasachischer Verdienstorden)
- 1992: Auszeichnung des kasachischen Präsidenten für Frieden und geistige Harmonie (1992)

## Werke
Herold Belger ist Autor von mehr als 40 Büchern und 1.600 Veröffentlichungen in Zeitschriften. Zentrales Thema vieler Werke ist die Deportation der Wolgadeutschen nach Kasachstan sowie das darauffolgende Leben der Protagonisten in Kasachstan. Herold Belger schrieb auf Kasachisch, Deutsch und Russisch. Auch machte er sich einen Namen als Übersetzer von über 200 Büchern.
Romane (Auswahl):
- Goethe und Abai (1989)
- Das Haus des Heimatlosen (2009) (Дом скитальца)
- Tujuksu  (Туюк Су)
- Das kasachische Wort